# Prins Alexander (stadsdeel)
Prins Alexander is het meest oostelijke bestuurscommissiegebied, tot 2014 deelgemeente, van de gemeente Rotterdam. Ten onrechte wordt het ook wel aangeduid als (Prins) Alexanderpolder, naar de polder waarin een groot gedeelte ervan zich bevindt.
Het gebied wordt omsloten door de gemeenten Lansingerland, Zuidplas en Capelle aan den IJssel, en de Rotterdamse stadsdelen Kralingen-Crooswijk en Hillegersberg-Schiebroek.

## Geschiedenis

### Het begin
Rotterdam wilde graag uitbreiden, omdat er behoefte was aan meer woon- en werkvoorzieningen. De locatie voor de bouw van het nieuwe stedelijke gebied viel op de Prins Alexanderpolder. Een groot stuk veengebied ten oosten van Rotterdam. In de jaren vijftig moesten boeren om die reden het gebied verlaten. In het gebied zijn een aantal restanten hiervan nog terug te vinden. Zo is in Alexandrium III in een van de winkels een woning uit die tijd terug te vinden en is in het noordoosten van de wijk Ommoord een uitgaansgelegenheid gevestigd in een voormalige boerderij.

### Bouw van de wijken

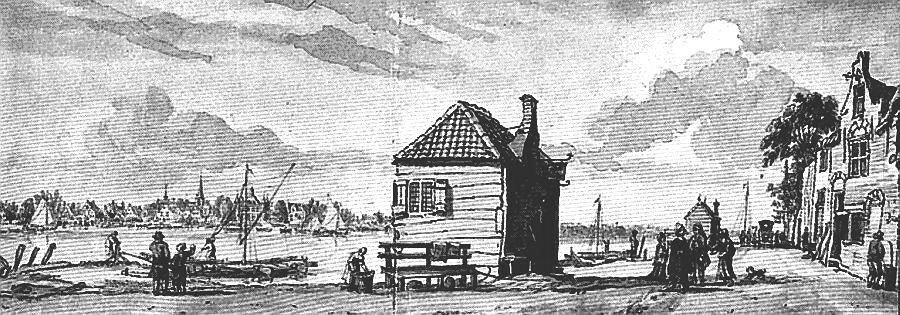
Kralingseveer in het jaar 1750.

Op 24 november 1961 werd begonnen met de bouw van het eerste wijk van het gebied: Het Lage Land, vernoemd naar de gelijknamige droogmakerij. Kort hierop werd begonnen met de bouw van de wijk Prinsenland, waarvan een deel pas werd gerealiseerd in de jaren negentig.  Wethouder mr. H. Bavinck sloeg op 29 december 1965 de eerste paal voor de nieuwe woonwijk Ommoord de grond in. Deze wijk werd vernoemd naar de voormalige Ommoordse Polder. Voor de wijk Zevenkamp werd op 20 maart 1979 de eerste paal in de grond geslagen om een woonwijk van 220 hectare te realiseren.

### Infrastructuur

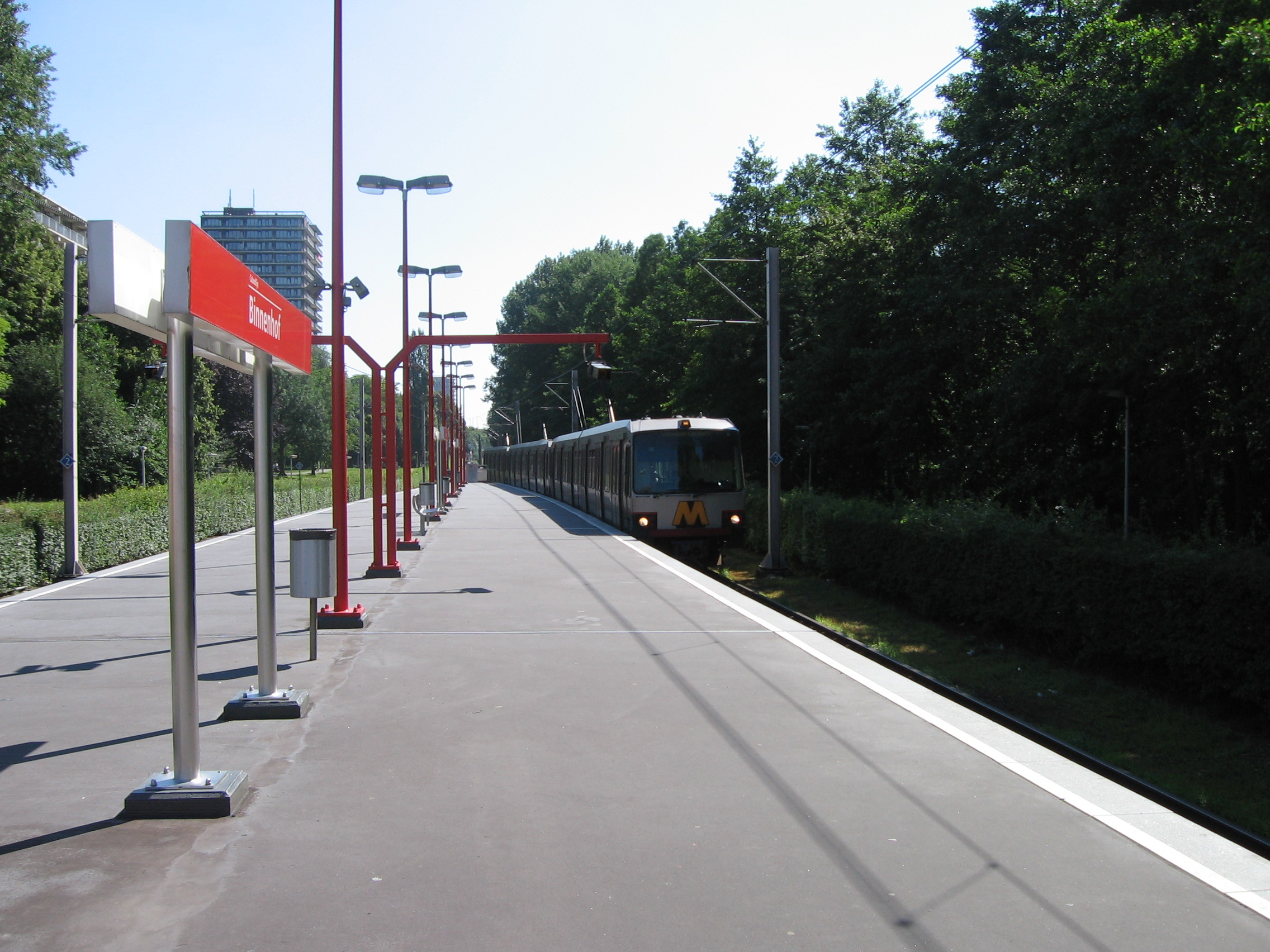
Op 27 mei 1983 werd sneltramhalte Binnenhof geopend.

Aangezien het nieuwe stadsgebied slecht met het openbaar vervoer van de rest van de stad was verbonden, werden er plannen gemaakt om het beter bereikbaar te maken. De eerste optie was het verlengen van verschillende tramlijnen. De metro doortrekken vanaf station Capelsebrug was geen optie, omdat dit te lang en te duur zou worden. Er werd daarom voor gekozen om vanaf Capelsebrug een sneltram aan te leggen. Op 27 mei 1983 werd dan ook het sneltramtraject Capelsebrug - Binnenhof in de wijk Ommoord geopend. Een jaar op 19 april 1984 werd het traject Graskruid - De tochten in de wijk Zevenkamp geopend. Hierdoor konden bewoners binnen twintig minuten in het centrum van Rotterdam aanwezig zijn.

### Zevende wijk

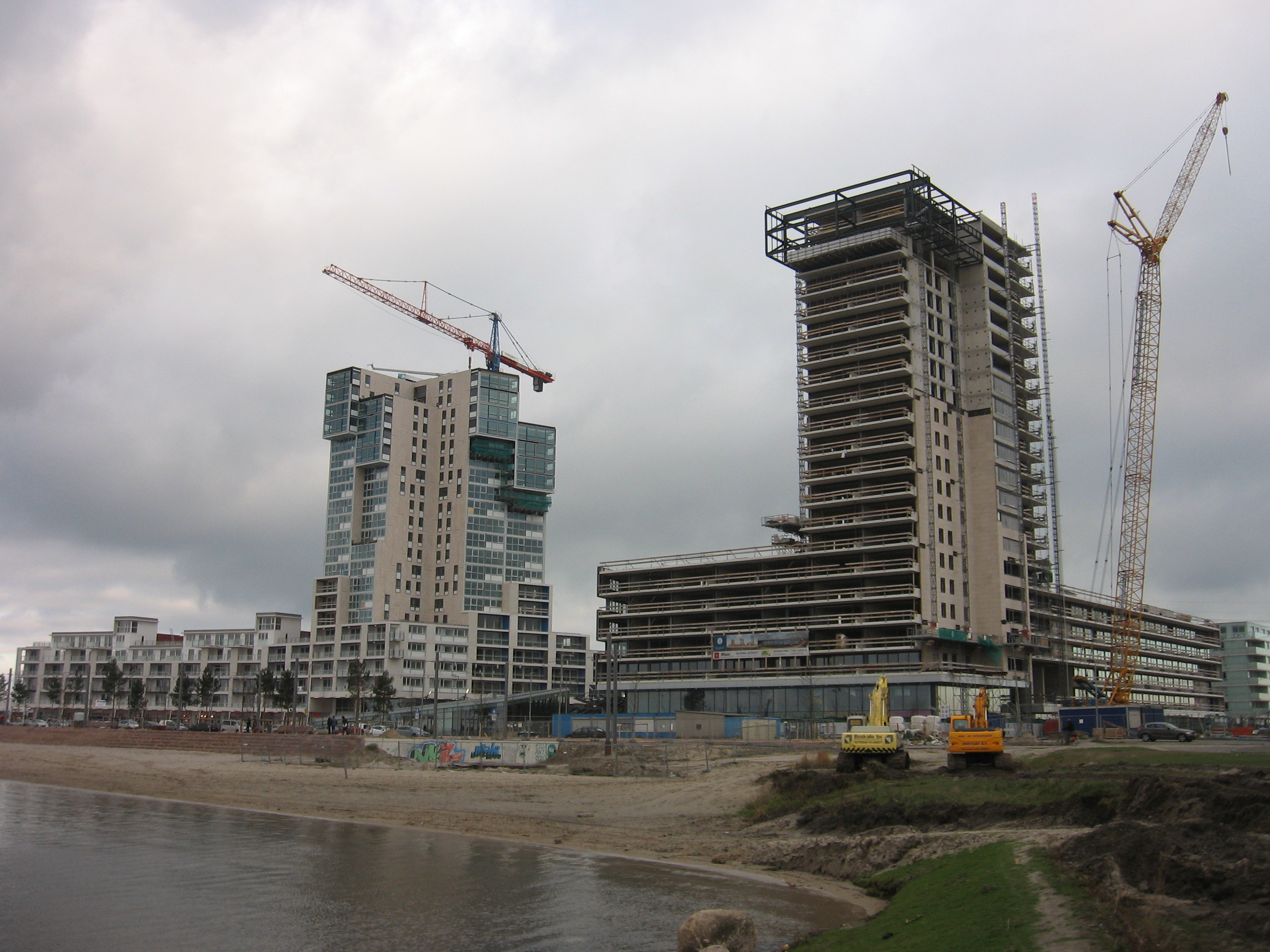
De wijk Nesselande in aanbouw.

Vanwege de groei van Rotterdam werd in 2000 gestart met de bouw van een compleet nieuw wijk binnen het gebied, met als definitieve naam: Nesselande. Qua oppervlakte en inwonersaantal staat deze wijk in top vijf van grootste wijken in Rotterdam. In de wijk werden verschillende voorzieningen aangelegd zoals: een winkelcentrum met daarboven drie woontorens van 65 meter hoog onder de naam Newport Nesselande, aan de Zevenhuizerplas werd een 800 meter lange boulevard gerealiseerd en werd de sneltram als metro doorgetrokken naar de wijk. Op 29 augustus 2005 werd metrostation Nesselande geopend.

## Wijken
Het stadsdeel bestaat uit acht wijken:
- Kralingse Veer
- Het Lage Land
- Nesselande
- Ommoord
- Oosterflank
- Prinsenland[2]
- 's-Gravenland
- Zevenkamp

## Demografie
Het stadsdeel telde in 2023 96.490 inwoners. Prins Alexander heeft de meeste inwoners van alle stadsdelen van Rotterdam. Van de inwoners wonen de meeste in de wijk Ommoord en de minste in Kralingseveer.

### Bekende inwoners
Voorbeelden van bekende (oud-)bewoners van Prins Alexander zijn:
- Metin Çelik, Tweede Kamerlid en voormalig gemeenteraadslid Rotterdam (PvdA)
- Ben de Raaf, schrijver en oud-wijkagent in Het Lage Land; woont tegenwoordig in Zevenkamp
- Quintis Ristie, presentator en bewoner van Nesselande
- Arjan Erkel, oud-medewerker Artsen zonder Grenzen (bekend van zijn ontvoering), schrijver, kandidaat Tweede Kamerverkiezingen 2012, woont nu in Noord

## Voorzieningen

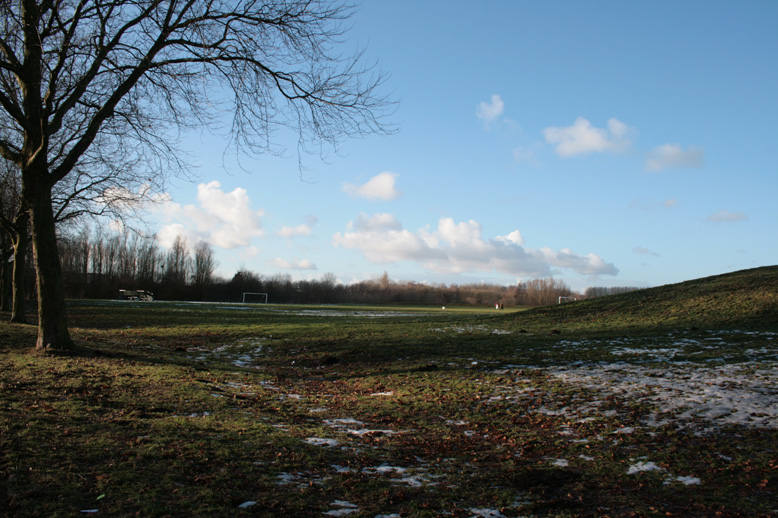
Het Ommoordse veld in de wijk Ommoord.

Prins Alexander telt een aantal recreatievoorzieningen zoals twee zwembaden, een strand, meerdere speeltuinen en een discotheek, Er zijn meerdere winkelcentra waaronder Winkelcentrum Alexandrium met bijbehorende Woonmall. Het stadsdeel is rijk aan groenvoorziengen zoals het Ommoordse veld, Albert Schweitzerplantsoen, Zevenhuizerplas en het Wollefoppenpark. Er bevinden zich binnen Prins Alexander meerdere sportvoorzieningen.

### Openbaar vervoer
Het treinstation Rotterdam Alexander ligt aan de spoorlijn Rotterdam – Gouda – Utrecht en is een halte voor alle intercitytreinen. Door het gebied lopen de Rotterdamse metrolijnen A en B met in totaal dertien stations. Het gebied is ontsloten met diverse busverbindingen.

## Bestuur

### Zetelverdeling deelraad resp. bestuurscommissie
De uitslagen van de deelraadsverkiezingen resp. de bestuurscommissieverkiezingen in Rotterdam-Prins Alexander waren als volgt:
| Partij | Deelraad | Deelraad | Commissie |
| Partij | 2006     | 2010     | 2014      |
| ------ | -------- | -------- | --------- |
| LR     | 9        | 9        | 6         |
| PvdA   | 7        | 6        | 2         |
| VVD    | 2        | 3        | 1         |
| GL     | 1        | 2        | 1         |
| D66    | -        | 2        | 2         |
| CDA    | 3        | 2        | 1         |
| CU/SGP | 1        | 1        | -         |
| SP     | 2        | -        | 2         |
| Totaal | 25       | 25       | 15        |

De onderstreepte getallen vormen de hieruit onderhandelde bestuursmeerderheid.
In 2014 is de deelgemeente opgeheven en vervangen door een gebiedscommissie.